# Cimetière Babu John
Le cimetière Babu John ou Babu Jaan est un espace funéraire situé à Port Mourant dans la région Berbice oriental-Courantyne, au Guyana.

## Manifestations
Une commémoration annuelle à l’initiative du Parti populaire progressiste (PPP) se tient à Babu Jaan pour rendre hommage à Cheddi Jagan. 
Des partisans viennent également se recueillir chaque année en hommage à Janet Jagan.